# Nutace

Rotace (R, zeleně), precese (P, modře) a nutace (N, červeně) setrvačníku nebo planety

Nutace (z lat. nutare, kývat, kolísat) je kývavý či kolísavý pohyb osy otáčení nedokonale symetrického rotujícího tělesa, jako je setrvačník, planeta nebo letící projektil. Nutace může být podélná, pokud znamená kolísání rychlosti precese, anebo příčná, pokud se děje kolmo k precesnímu pohybu.

## Astronomie
K (podélné) nutaci planety dochází proto, že slapové síly (např. příliv a odliv) se s časem mění a zrychlují a zpomalují precesi. Jev objevil britský astronom James Bradley roku 1747 a vysvětlil jej d'Alembert až roku 1749 a jeho výklad pak zjednodušil a zobecnil Leonhard Euler. Gravitační pole Slunce působí, že sklon oběžné roviny Měsíce vůči zemskému rovníku pravidelně kolísá mezi 18,4° a 28,6° což působí kolísání osy rotace Země až o 9,2" se stejnou periodou 18,61 roku; k tomu se přidávají gravitační pole ostatních planet, která působí výchylky podstatně menší a s kratšími periodami. Tyto složky nutace lze přesně vypočítat a předpovědět. Vedle toho jsou zde ještě nepravidelné vlivy, působené například mořskými proudy nebo plastičností Země, které lze předpovídat jen na kratší období.